# Централизованная библиотечная система города Обнинска
Централизованная библиотечная система г. Обнинска (муниципальное учреждение, сокращённо «МУ „ЦБС“») объединяет 10 библиотек и филиалов. Из них 6 библиотек обслуживают взрослое население, 4 — детский контингент читателей.
Услугами ЦБС пользуются более 40000 жителей города Обнинска и других городов региона — Боровска, Малоярославца, Балабанова. Ежегодно библиотеки ЦБС выдают жителям города более миллиона книг.

## История
История библиотек города берёт своё начало с 1946-го года, когда ещё не было города Обнинска, а существовал лишь секретный объект, лаборатория «В», в которой учёные трудились над созданием первой в стране атомной электростанции. Книги, журналы и научная литература закупались в Москве и в Германии, и постепенно сформировалась целая библиотека, которой стала заведовать библиотекарь-лаборант Кристина Иоахим.

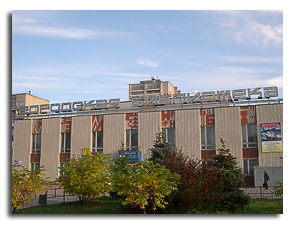
[http://clibs.obninsk.ru/ Центральная библиотека Обнинска

В 1949 году фонды библиотеки разделили: техническая литература была передана Лаборатории «В» (впоследствии Физико-энергетический институт), а художественная стала основой Художественной библиотекой ФЭИ, позже носившей название профсоюзной. Сейчас это старейшая библиотека Обнинска, библиотека № 8 «Старый город».

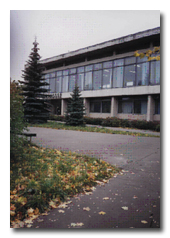
Обнинская библиотека-филиал № 1 («Стекляшка»)

В 1962 году открылась ещё одна библиотека с двумя отделами — для взрослых и детей.
Здесь начинали работать директор библиотеки Долгина Тамара Васильевна, и Бочарова Елена Павловна, руководитель первой детской библиотеки, открытой в 1963 г.
В 1969 году по заказу ФЭИ было построено новое здание для крупной городской библиотеки, в народе прозванное «стекляшка». Долгое время в этом здании размещалась центральная городская библиотека, а сейчас его занимает библиотека-филиал № 1. Книжный фонд на момент открытия составлял чуть более 11000 книг. Директором новой библиотеки была назначена Тамара Васильевна Долгина, она же впоследствии стала первым руководителем Централизованной библиотечной сети. Библиотека стала местом общения в городе учёных, здесь проходили читательские конференции, диспуты и встречи с такими всесоюзно известными людьми как Евгений Евтушенко, Булат Окуджава, Андрей Вознесенский, Роберт Рождественский, Зоя Богуславская, Юрий Трифонов, Юрий Нагибин, Юнна Мориц, братья Вайнеры, а также с редакциями всех «толстых» журналов.
Централизация библиотек Обнинска произошла в 1976 году. К тому времени городская библиотечная сеть насчитывала 3 взрослых и 3 детских библиотеки. Впоследствии к ЦБС присоединились профсоюзная и бывшая партийная, а ныне гуманитарная библиотека, расположенная в Доме Учёных.
В 1982 году центральная библиотека и центральная детская библиотека получили новое современное здание на улице Энгельса.
Центральная библиотечная система города Обнинска — постоянный участник межрегионального фестиваля по продвижению книги и чтения «Осень в Михайловском» в Пушкинских Горах. В разные годы ЦБС представляла на фестивале проекты, отмеченные в числе лидеров: «Литературный туризм — культурная ниша библиотек», «Русская классика: близкая и незнакомая» (руководитель О. Л. Онищенко), «Поэтический город» (руководитель Н. В. Коллегова), «„Я не была на той войне“: работа с Калужской областной Книгой Памяти» (руководитель О. В. Запевалова) и др.
В 2013—2014 году ЦБС города Обнинска получила грант от Фонда Михаила Прохорова на проект «Нескучная классика», в рамках которого организовала в Обнинске встречи читателей с ведущими российскими литературоведами — Павлом Басинским, Алексеем Варламовым и др.

## Структура
В состав ЦБС входят:
- Центральная библиотека г. Обнинска и филиалы № 1, № 2, № 5 и № 8 «Старый город»
- Гуманитарная библиотека
- Центральная детская библиотека и детские библиотеки-филиалы № 3, № 4, № 6

## Деятельность
В библиотеках ЦБС регулярно проводятся выставки новых книг, картин, декоративно-прикладного искусства. Проходят вечера встреч с писателями, поэтами, музыкантами, знаменитыми гостями библиотеки, тематические вечера, библиографические обзоры. На базе библиотек ЦБС г. Обнинска организован доступ к электронному каталогу книг, статей и других баз данных.

### Организация литературного туризма
Библиотекарь-методист Централизованной библиотечной системы города Обнинска Ольга Леонардовна Онищенко, работающая в системе с 1986 года, в 2008 году выиграла грант всероссийского конкурса «Литературная карта России» и начала разрабатывать цикл литературных экскурсий по Калужской области. Всего было разработано 15 маршрутов, связанных с Обнинском, Тарусой, Полотняным Заводом, Боровском, Малоярославцем, Спас-Загорьем, Богимово. Главный объект экскурсий — книга, через которую рассказывается о её авторе, прототипах, истории создания, литературно-историческом контексте. Основными участниками экскурсий стали социально незащищённые группы — пенсионеры, школьники и люди с ограниченными возможностями.
В 2011 году Онищенко создала новый цикл виртуальных экскурсий «В полях забытые усадьбы» об истории «литературных гнёзд» Калужской губернии, связанных с именами Карамзина, Гоголя, Пушкина, Толстого и их книгами — Дубровки, Городни, Авчурина, Бегичева.
В том же 2011 году Ольга Онищенко была номинирована коллективом ЦБС за эту работу на городской конкурс «Человек года» в номинации «Культура».

## Фонды
Фонды ЦБС насчитывают свыше 570 тысяч экземпляров.
В библиотеке-филиале № 1 имеется специализированный фонд иностранной литературы — около 1000 экземпляров.
В 1993 году на базе библиотеки-филиала № 4 по инициативе Храма св. Бориса и Глеба была основана православная библиотека. В настоящее время её фонды насчитывают более 6 тыс. экземпляров и включают Священное Писание, издания по русской философии начала 20 века, богословию, истории религии, христианской педагогике, жития святых и проповеди священников, детскую православную литературу, энциклопедии.

## Директора
- 1976—? — Тамара Васильевна Долгина (1937—2000). До назначения директором Централизованной библиотечной системы Обнинска была последовательно директором трёх обнинских библиотек: № 3 на улице Курчатова, Библиотеки-филиала № 1 («Стекляшки»), Центральной библиотеки. Последнее место работы — начальник «Союзпечати» города Обнинска. Умерла от тяжёлой болезни. Жена тренера по водным лыжам и инженера Суньята Рахматуллина, мать журналистки Татьяны Рахматуллиной[5].
- ? —по 2022 год по настоящее время — Людмила Михайловна Гурская, Заслуженный работник культуры Российской Федерации.
- с 2022 года -  Андросова Юлия Владимировна